# هارفي دو جيبسون
هارفي دو جيبسون (بالإنجليزية: Harvey Dow Gibson)‏ هو مصرفي أمريكي، ولد في 1882، وتوفي في 1950.